# Старониколаево
Старониколаево — деревня в Рузском районе Московской области России, входит в состав сельского поселения Дороховское. Население 101 человек на 2006 год, в деревне находится Кожинская средняя школа. До 2006 года Старониколаево входило в состав Старониколаевского сельского округа.
Деревня расположена в центральной части района, в 9 километрах к юго-востоку от Рузы, на правом берегу Москва-реки, на западе смыкаясь с деревней Кожино и посёлком Кожино, высота центра над уровнем моря 169 м.